# Mörttjärnen (Torps socken, Medelpad, 690983-151686)
Mörttjärnen är en sjö i Ånge kommun i Medelpad och ingår i Delångersåns huvudavrinningsområde.